# Kofinalnost
Kofinalan skup je vrsta skupa. Svaki totalno uređen skup sadrži kofinalan dobro uređen skup.
Uzmemo li parcijalno uređen skup (S, ≤)
Za skupa A koji je podskup skupa S
 A ⊆ S 
u kojem vrijedi da 
{\displaystyle \forall x\in S} postoji {\displaystyle a\in A}
takav da 
{\displaystyle x\leq a}
kažemo da je kofinalan skup u S.
Parcijalno uređen skup je kofinalnosti λ sadrži li kofinalan podskup kardinaliteta λ i ne sadrži kofinalan podskup manjeg kardinaliteta.
Primjene nalazimo u inverznim i usmjerenim sustavima. Kad imamo A kofinalan u S, i usmjeren sustav S → V. Tada je usmjeren sustav A  → S → V izomorfan usmjerenom sustavu S → V. Analogno vrijedi u inverznim sustavima.
Neka je 
X={Xa, fab, A} 
inverzni sustav i B kofinalan podskup skupa A. 
Prirodno preslikavanje h
koje svakoj točki x = (xa) limesa limX pridružuje točku 
h(x) = (xb : {\displaystyle b\in B}) 
jest homeomorfizam.